# Krefeld-Cracau
Cracau – dzielnica miasta Krefeld w Niemczech, w kraju związkowym Nadrenia Północna-Westfalia, w rejencji Düsseldorf.

## Historia

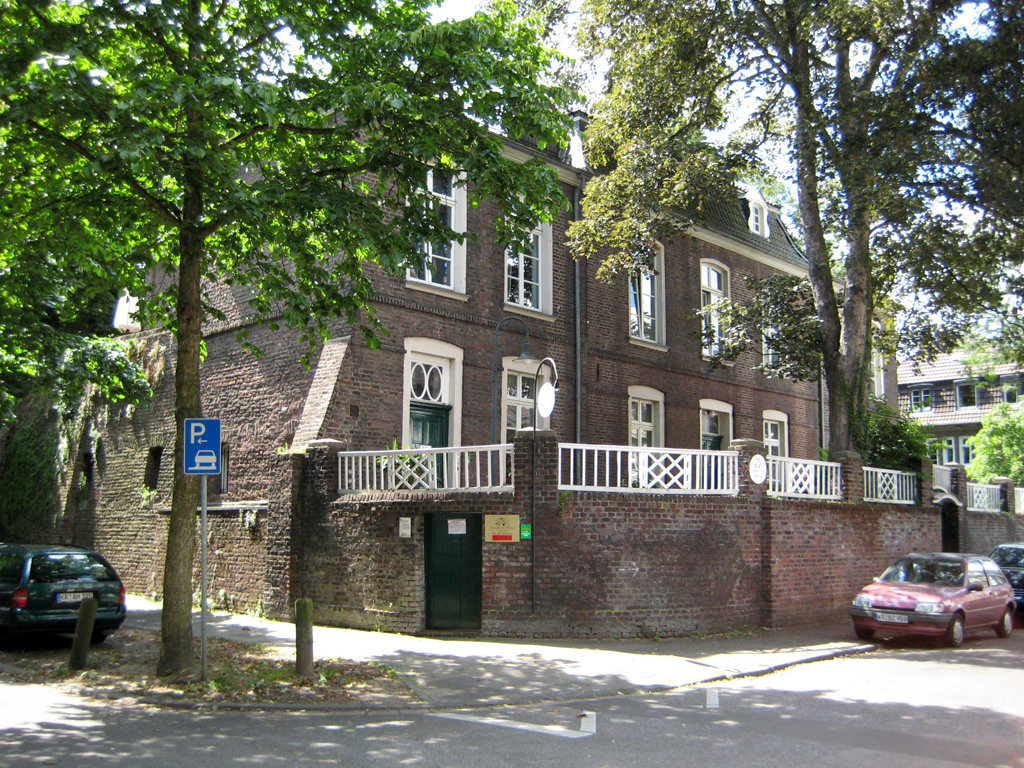
Tak zwany "Hohes Haus", który został wybudowany z pozostałości murów zamku

Cracau od zawsze było częścią miasta Krefeld. W 1677 roku wybudowano tutaj Zamek Cracau, któremu dzisiejsza dzielnica zawdzięcza swoją nazwę. Nie wiadomo jednak, skąd nazwa "Cracau" dokładnie pochodzi. Zamek Cracau został całkowicie zburzony w trakcie II wojny światowej w 1943 roku.

## Populacja

### Demografia
Według spisu ludności z 2023 roku w dzielnicy Cracau mieszkało 7169 mieszkańców, z czego 3310 to mężczyźni, a 3859 to kobiety. 6104 mieszkańców dzielnicy ma pochodzenie niemieckie, a 1065 pochodzenie zagraniczne.